# 원티드 킬러
《원티드 킬러》(영어: The Kid)는 2019년 개봉한 서부 액션 영화로, 빌리 더 키드를 소재로 다루었다. 빈센트 도노프리오가 연출하며, 직접 출연한다. 데인 더한이 빌리 더 키드 역을, 이선 호크가 그를 쫓는 보안관 팻 개릿 역을 맡았다.
2019년 3월 미국 극장에 개봉했다. 대한민국에는 2021년 11월 30일 개봉했다.

## 줄거리
어린 소년 리오 커틀러는 어머니를 폭행하는 알코올 중독자 아버지에게서 어머니를 구하려다 아버지를 살해한다. 총소리를 듣고 달려온 삼촌 그랜트 커틀러는 동생의 죽음에 분노하며 리오를 공격하고, 그 과정에서 칼에 찔린다. 리오와 여동생 사라는 말을 훔쳐 도망쳐 외딴 오두막에 숨고, 산타페에서 어머니의 친구를 만나기로 한다.
다음 날, 그들은 빌리 더 키드와 그의 갱단을 만난다. 리오는 어머니의 사진을 보여주고, 빌리 역시 어머니를 보호하기 위해 아버지를 죽였다는 사실을 알게 된다. 갱단 중 한 명이 말을 확인하러 나갔다가 보안관 팻 가렛과 그의 추격대에 의해 총에 맞는다. 총격전이 벌어지고 갱단은 포로가 된다. 사라는 리오에게 아버지 살인 사실이 밝혀지면 교수형에 처해질 수 있으니 밖에 나가지 말라고 경고하지만, 리오는 산타페로 안전하게 갈 기회라고 생각하고 밖으로 나간다. 가렛은 리오와 사라를 심문하고, 그들은 어머니가 죽었고 산타페로 가는 길에 아버지와 헤어졌다고 거짓말한다. 가렛은 의심스러워 하지만 그들을 데려간다.
추격대는 멕시코 농장에 멈추고, 빌리는 연인을 만나 곧 돌아오겠다고 약속한다. 저녁 식사 중 빌리가 가렛을 도발하는 동안 리오는 빌리의 수갑을 풀기 위해 버터를 몰래 주고, 빌리는 풀려나지 않으면 부관을 죽이겠다고 위협한다. 가렛은 총을 꺼내 빌리와 족쇄로 연결된 갱단원 데이브 루다보를 쏘겠다고 위협하고, 상황은 진정된다. 나중에 가렛은 리오에게 자신이 처음으로 사람을 죽였던 이야기를 하며 리오에게도 할 말이 있냐고 묻지만, 리오는 없다고 답한다.
산타페에 도착하자 로메로 보안관은 빌리와 데이브를 구금하려 한다. 적대감을 느낀 가렛은 역마차를 빼앗고 무력 대치 끝에 빌리를 데리고 링컨 카운티로 떠난다. 리오와 사라는 혼란을 틈타 도망쳐 댄스홀에서 어머니의 친구를 찾지만, 그랜트와 그의 갱단에게 매복당한다. 그랜트는 어머니가 창녀였다고 말하고, 동생을 죽인 벌로 사라를 창녀로 삼겠다고 한다. 리오는 길거리에 내쫓기고, 그랜트는 사라를 데려간다. 리오는 데이브가 교수형을 당하는 것을 보고 데이브로부터 빌리가 사라가 있는 곳을 안다는 편지와 함께 빌리가 링컨에서 교수형에 처해질 것이라는 정보를 얻는다. 리오는 말을 훔쳐 총을 들고 링컨으로 가서 빌리를 만나려 하지만 실패한다. 감옥에 들어가기 위해 리오는 어설프게 은행을 털다가 부관에게 총을 맞는다. 감옥에서 빌리는 탈출 계획을 세우고 리오도 함께 데려가겠다고 한다. 가렛은 다시 리오에게 할 말이 있냐고 묻지만, 리오는 또다시 없다고 하고 가렛은 마을을 떠난다.
빌리는 계획을 실행에 옮겨 화장실에 가는 도중 간수를 공격해 탈출하고, 리오를 풀어준다. 그들은 말을 훔쳐 멕시코 농장으로 향한다. 빌리는 사라를 찾는 것을 돕겠다고 약속하지만, 농장에 도착하자 연인이 임신한 사실을 알고 리오의 도움 요청을 무시한다. 가렛은 농장에서 빌리를 찾아내 사살한다. 빌리가 자신을 도울 수 없다는 것을 깨달은 리오는 가렛에게 아버지와 여동생에 대한 진실을 이야기한다. 그들은 푸에르토데루나의 사창가로 가서 리오는 사라를 찾고, 가렛은 그랜트와 마주친다. 그랜트는 가렛에게 자신의 아버지가 근친상간을 목격한 이야기를 하며 그 사실을 아버지에게 말했을 때 심하게 맞았다고 털어놓는다. 리오가 사라와 함께 나타나고, 총격전 중 그랜트는 리오를 인질로 잡는다.
가렛은 그랜트를 쫓아 밖으로 나가고, 그랜트는 놓아주지 않으면 리오를 죽이겠다고 위협한다. 가렛은 목격자들이 그랜트가 비겁하게 도망쳤다고 증언할 것이라고 말한다. 그랜트는 사실이 아니라고 하지만, 가렛은 사실이 중요한 것이 아니라 떠난 후 어떤 이야기가 전해지느냐가 중요하다고 말하며 정당한 결투를 제안한다. 사라는 갑자기 주점을 나서는 바람에 가렛의 시선을 끌고, 그랜트가 공격하려 하자 리오가 그랜트의 머리를 쏴 죽인다. 가렛은 마을을 떠나기 전 리오와 사라에게 그들에게는 선함이 있으며 삶을 잘 살아갈 기회가 많다고 말한다. 리오와 사라가 말을 타고 떠나자, 리오는 사라에게 예전에 했던 말, 즉 두려워하는 것은 잘못이 아니며 삶에서 선함을 찾을 때까지 계속 노력하고 나아가야 한다는 것을 기억하라고 격려한다.

## 출연
- 이선 호크 - 팻 개릿 역
- 데인 더한 - 빌리 더 키드 역
- 제이크 셔 - 리오 커틀러 역
- 레일라 조지 - 세라 커틀러 역
- 크리스 프랫 - 그랜트 커틀러 역
- 애덤 볼드윈 - 밥 올린저 역
- 빈센트 도노프리오 - 로메로 보안관 역
- 키스 자딘 - 폴 쟁카우스키 역
- 크리스 빌즈마 - 찰리 보드리 역
- 클린트 오벤체인 - 톰 피킷 역
- 채드 대슈나우 - 데이브 루더보 역
- 찰리 채플 - 빌리 윌슨 역
- 조지프 샌토스 - 제임스 W. 벨 역
- 호크 도노프리오 - 오런 몰러 역
- 벤 디키 - 짐 이스트 역
- 제니 개브리엘 - 미라벨 역

## 기타
- 총괄프로듀서: 조나단 브로스
- 총괄프로듀서: 조나 루프
- 총괄프로듀서: 세잘 파텔
- 라인프로듀서: 브렌트 모리스
- 배역: 마리 베뉴